# A Nemzetközösség feje

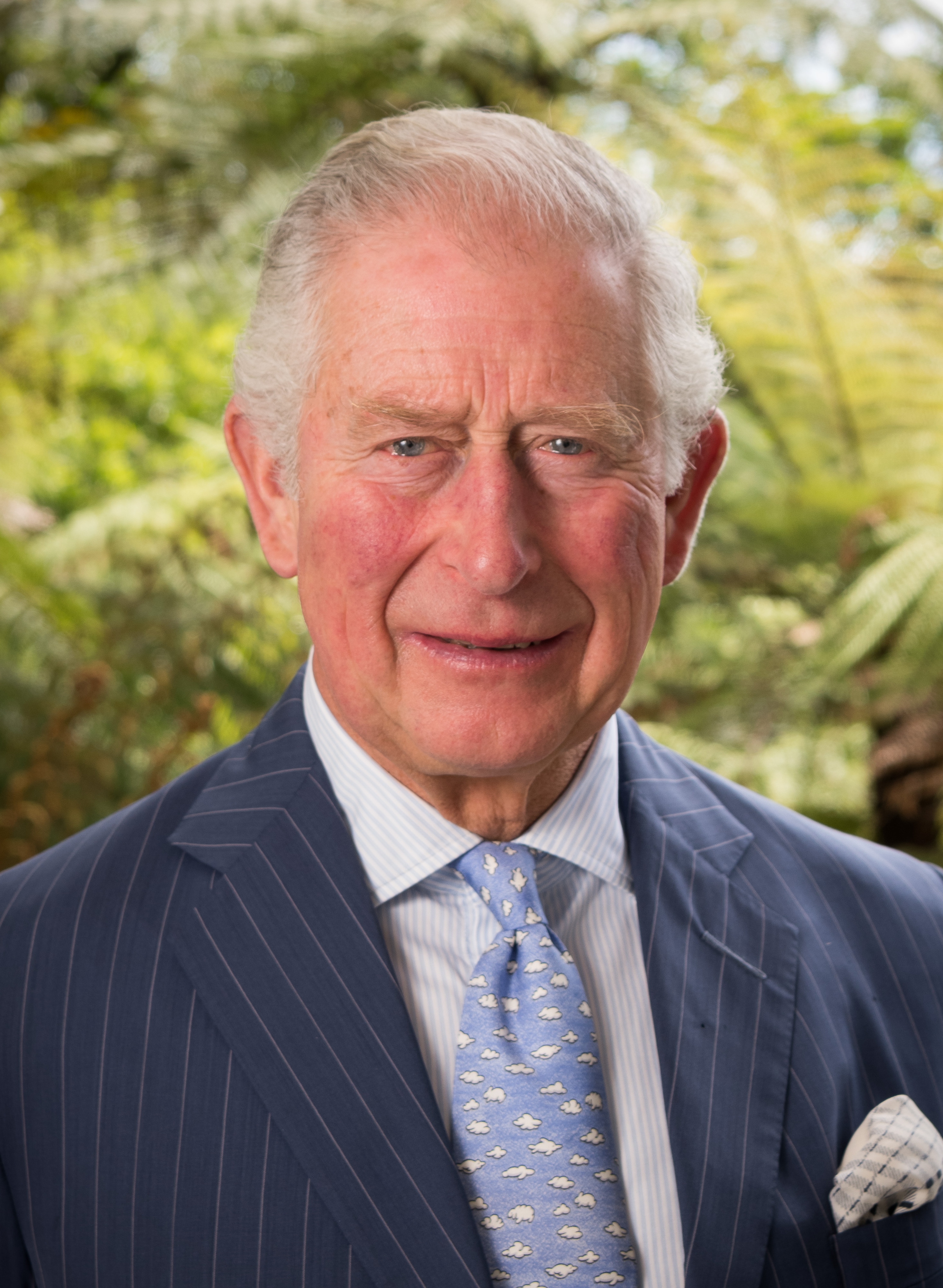
A Nemzetközösség jelenlegi feje, III. Károly

A Nemzetközösség feje (angolul Head of the Commonwealth) III. Károly brit király, a harmadik, aki ezt a címet viseli a jelenleg 56 országot számláló Nemzetközösség (a korábbi Brit Nemzetközösség élén.)
Ezek közé tartoznak a nemzetközösségi köztársaságok, a 15 Nemzetközösségi Királyság, amelyek a királyt államfőjüknek is elismerik (ami teljesen különálló cím, nincs köze a "Nemzetközösség feje", vagy a brit uralkodói címekhez), illetve olyan monarchiák, amelyeknek más az uralkodója (mint Tonga, Malajzia, Szváziföld stb.)
A hivatalos francia nyelvű cím (Kanadában van használatban) Chef du Commonwealth. A dél-afrikai változat Hoof van die Statebond. Ez szó szerint fordítva "a konföderáció főnöke" (holott a Nemzetközösség neve az afrikaans nyelvben Gemenebes) és 1961. május 31-éig használták hivatalosan, amikor Dél-Afrika köztársaság lett.

## Státusza
A Nemzetközösség "feje" cím szerepe a ceremoniális helyzetű köztársasági elnökökéhez hasonlítható (de nem jelent államfői tisztet a tagországokban). A cím életre szóló, eltérően más nemzetközi szervezetektől, amelyek választott legfőbb tisztviselője meghatározott ideig viseli tisztjét. A Nemzetközösség feje a közösséget szimbolizálja, nem áll hatalmában eldönteni, mit tegyen a Nemzetközösség és hogyan intézze ügyeit, a szerepe a Nemzetközösség fenntartásában és működtetésében mégis fontos.
A cím jogilag nem a brit Koronától eredeztethető, ezért elméletileg előfordulhat, hogy a Nemzetközösség tagjai a II. Erzsébetet követő uralkodót nem ismerik el automatikusan a Nemzetközösség fejének. (Igaz, a Nemzetközösség kormányfőinek 1997-ben tartott találkozóján az volt a konszenzus, hogy a cím maradjon a brit uralkodóé.)
A Nemzetközösség fejét a tagok "szabad társulásuk szimbólumának" tartják. Részt vesz a Nemzetközösség kormányfőinek csúcstalálkozóin, a négyévente tartott Nemzetközösségi Játékokon, és a Nemzetközösség napján (évente március második hétfője) üzenetet intéz a közösség tagországaihoz.
A Nemzetközösség kormányfői (Commonwealth Heads of Government, CHOGM) kétévente találkoznak, változó helyszínen. A Nemzetközösség feje jelen szokott lenni a vendéglátó országban, kétoldalú találkozókon fogadja a nemzetközösségi országok vezetőit és beszédet mond az esemény fogadásán, illetve vacsoráján. A legutóbbi találkozót 2005 novemberében Máltán rendezték, a következőre 2007-ben Ugandában kerül sor.

## Története
A Louis St. Laurent kanadai miniszterelnök által kigondolt 1949-es Londoni Deklaráció mondta ki, hogy a független országok szabad társulásának szimbóluma a brit uralkodó, aki ennek megfelelően a Nemzetközösség feje, de nem a brit Korona jogain keresztül. Ez többek közt azt is jelentette, hogy a Nemzetközösségi köztársaságok anélkül lehettek a közösség tagjai, hogy elismernék a brit uralkodót államfőjüknek, az uralkodót azonban elismerhetik a közösség szimbolikus fejének, így például amikor 1950-ben India köztársaság lett a Nemzetközösségen belül, elismerhette VI. György brit királyt a társulás szimbólumának, de államfőjének nem.
Amikor 1952-ben II. Erzsébet lépett a trónra, ő lett a Nemzetközösség feje.
Trónra lépésekor a következő szavakat mondta: „A Nemzetközösségben nincs hasonlóság a múlt birodalmaihoz. Teljesen új gondolat, amely az emberi szellem legjobb tulajdonságaira épült: a barátságra, hűségre és a szabadság és a béke utáni vágyra.”

## Lista
| # | Kép | Név          | Születési dátum    | Hivatalban           | Hivatalban          | Hivatalban      | Halála              |
| # | Kép | Név          | Születési dátum    | -tól                 | -ig                 | Uralkodás ideje | Halála              |
| - | --- | ------------ | ------------------ | -------------------- | ------------------- | --------------- | ------------------- |
| 1 |     | VI. György   | 1895. december 14. | 1949. április 26/28. | 1952. február 6.    | 2 év, 284 nap   | 1952. február 6.    |
| 2 |     | II. Erzsébet | 1926. április 21.  | 1952. február 6.     | 2022. szeptember 8. | 70 év, 214 nap  | 2022. szeptember 8. |
| 3 |     | III. Károly  | 1948. november 14. | 2022. szeptember 8.  | Hivatalban          | 921 nap         | -                   |